# The Mating of Millie
The Mating of Millie é um filme de comédia romântica estadunidense de 1948 dirigido por Henry Levin e estrelado por Glenn Ford e Evelyn Keyes.
Ford e Keyes reprisaram seus papéis em uma transmissão do programa de rádio Lux Radio Theatre em 3 de janeiro de 1949.

## Enredo
Uma jovem viciada em trabalho que pensa que não tem tempo para romance e que sua vida é seu trabalho descobre que sua vizinha solitária morreu, deixando seu doce filho sem família. A jovem então decidiu adotar o menino, mas a diretora do orfanato não permitiu a adoção a não ser que ela fosse casada. Em pânico, ela disse ao diretora que estava noiva e conseguiu levar o menino. Infelizmente, ela não tem um homem em sua vida. A coisa mais próxima de um namorado é Doug Andrews (Glenn Ford), que mal a conhece. No entanto, ele sente pena dela e concorda em ajudá-la - embora deixe claro que não é do tipo que se preocupa com o casamento. Ele então resolve ajudá-la a transformá-la em mulher encantadora o que consegue com total êxito. Ela então, se apaixona por seu “instrutor” mas o único problema é que ele é um solteirão convicto.

## Elenco
- Glenn Ford ...Doug Andrews
- Evelyn Keyes ...Millie McGonigle
- Ron Randell ...Ralph Galloway
- Willard Parker ...Phil Gowan
- Jimmy Hunt ...Tommy Bassett
- Mabel Paige ...Sra. Hanson
- Virginia Hunter ...Madge
- Virginia Brissac ...Sra. Thomas